# Hyparrhenia formosa
Hyparrhenia formosa är en gräsart som beskrevs av Otto Stapf. Hyparrhenia formosa ingår i släktet Hyparrhenia och familjen gräs. Inga underarter finns listade i Catalogue of Life.